# Ielovski
Ielovski (rus: Еловский) és un volcà en escut que es troba al centre de la península de Kamchatka, Rússia, a la Serralada Sredinni i s'eleva fins als 1.381 msnm. La darrera erupció va tenir lloc a començaments de l'Holocè.